# Manduca florestan

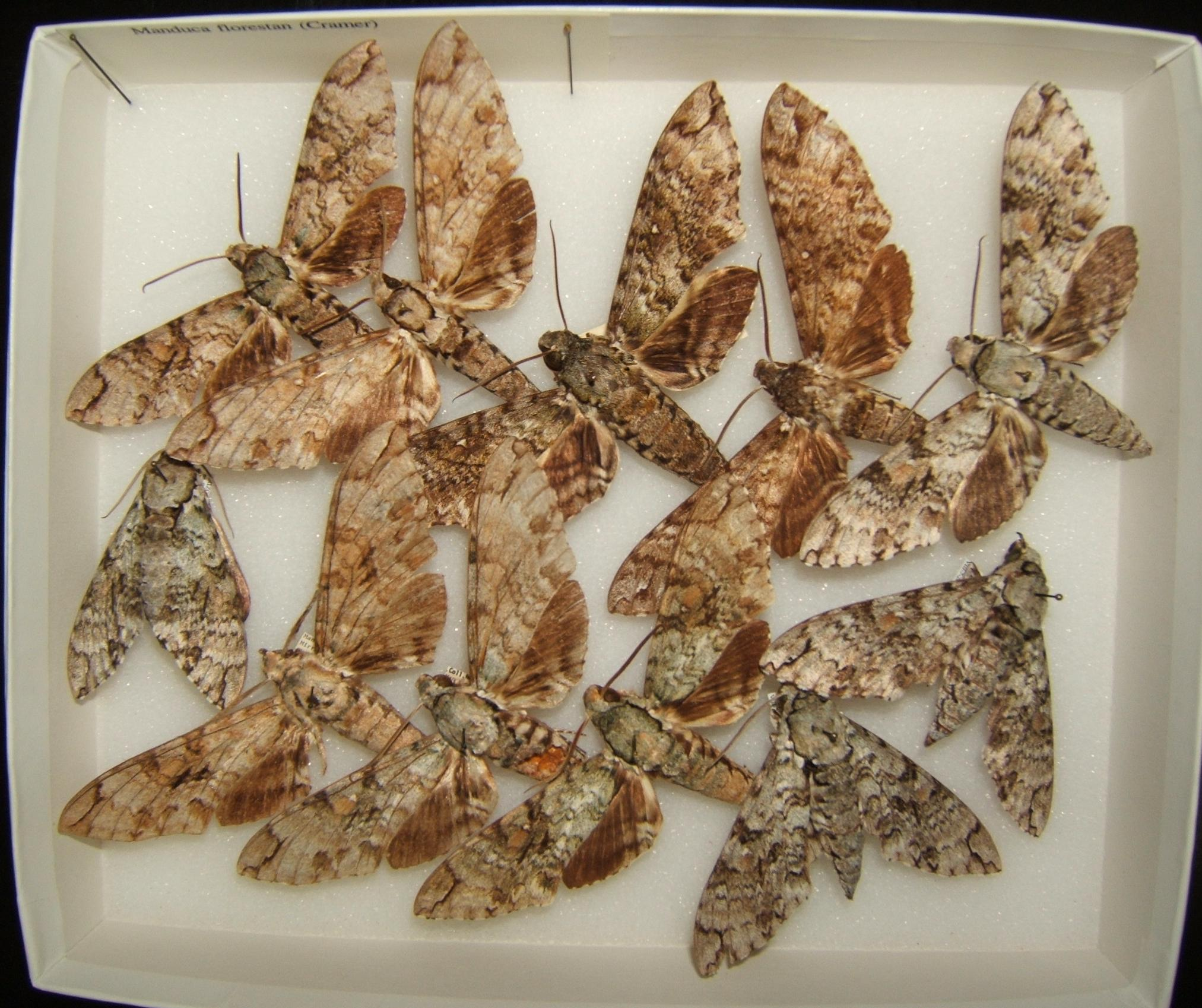
Manduca florestan variation

Manduca florestan là một loài bướm đêm thuộc họ Sphingidae.

## Hình ảnh

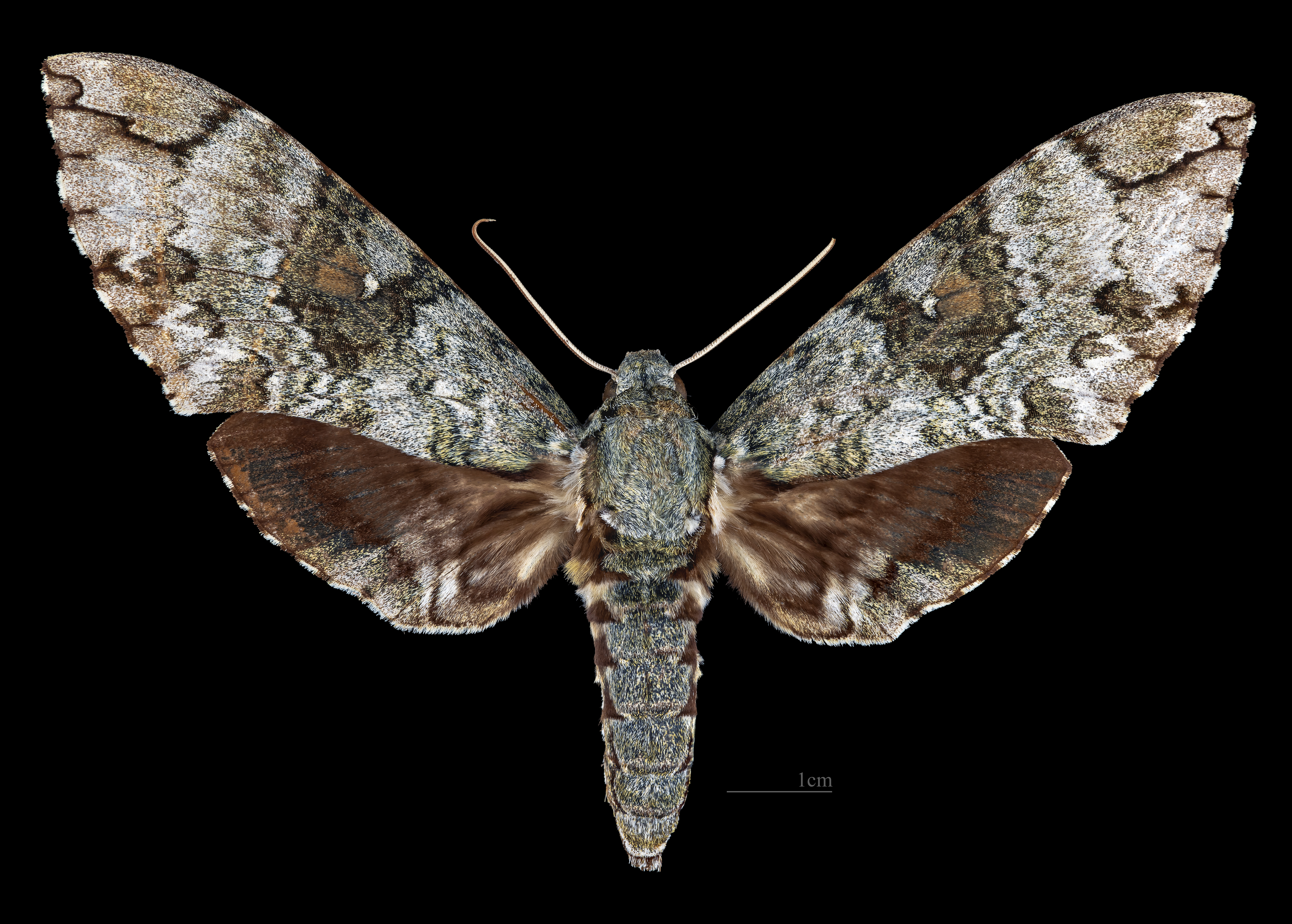
Manduca florestan ♀
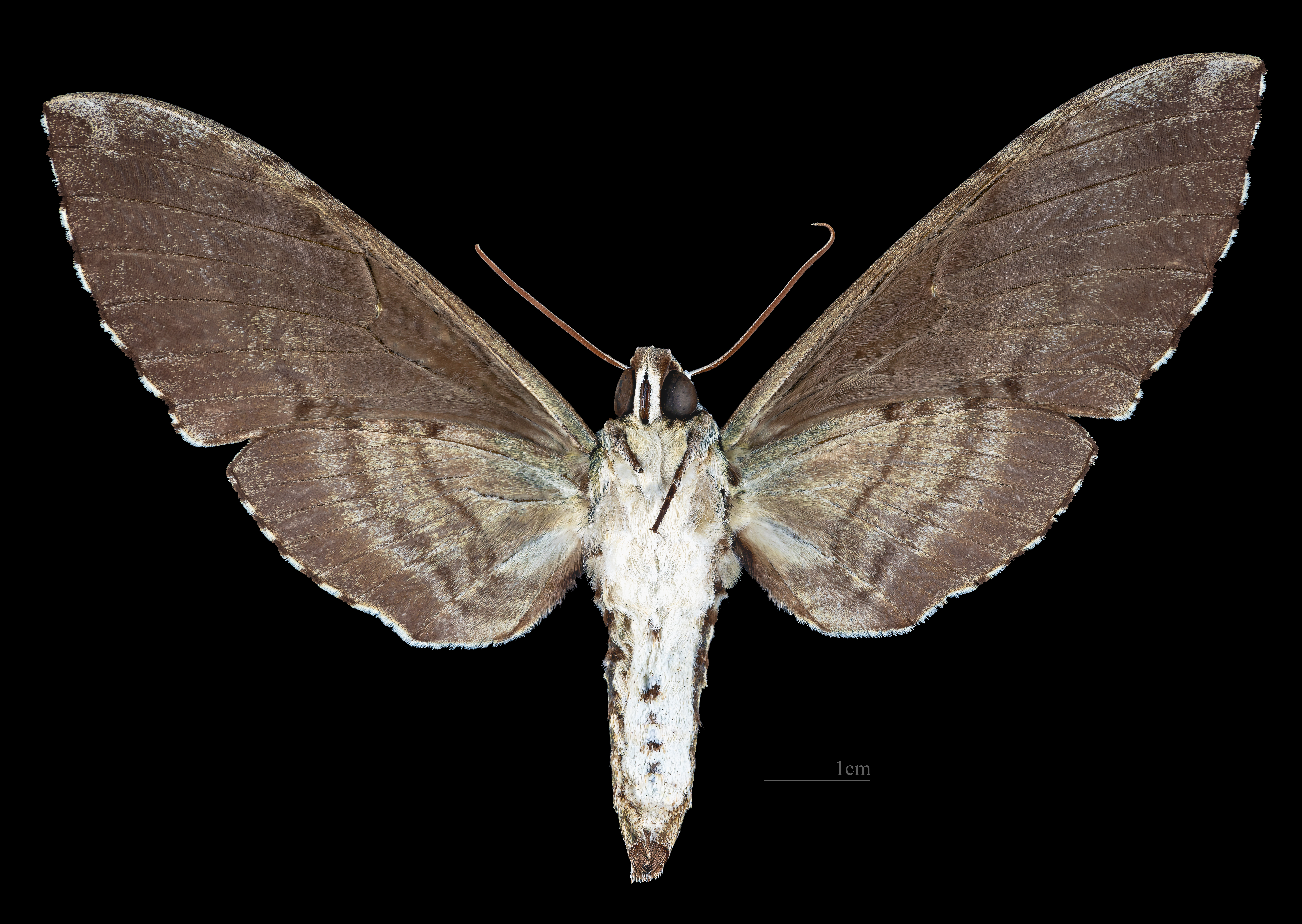
Manduca florestan ♀ △